# عامل نمو الأرومة الليفية القاعدي

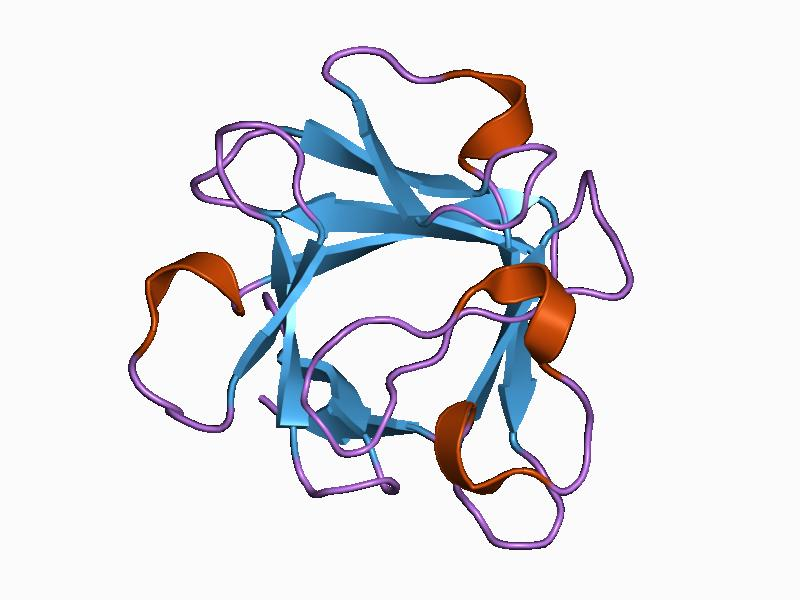
بنية البروتين

عامل نمو الأرومة الليفية القاعدي FGF2 يُعرف أيضًا باسم عامل نمو الخلايا الليفية الأساسي (اختصارًا bFGF) وهو عامل نمو وبروتين إشارة مشفر بواسطة جين FGF2. يرتيط مع عائلة من المستقبلات الخلوية تدعى مستقبلات FGF. يتم إنتاج FGF2 بشكل أساسي على هيئة عديد ببتيد مكون من 155 من الأحماض الأمينية مما ينتج عنه بروتين بوزن جزيئي 18 كيلو دالتون. ومع ذلك، هناك أربعة أكواد بدء بديلة توفر امتدادات N-terminal من 41 أو 46 أو 55 أو 133 من الأحماض الأمينية، مما ينتج عنه بروتينات تبلغ 22 كيلو دالتون مكون من 196 حمض أميني أو 22.5 كيلو دالتون مكون من 201 حمض أميني أو 24 كيلو دالتون (210 حمض اميني) أو 34 كيلو دالتون (288 حمض أميني)

## الوظيفة
كعوامل النمو الأخرى من أعضاء عائلة FGF يمتلك عامل نمو الخلايا الليفية الأساسي FGF2 وظائف متنوعة ويشارك في مجموعة متنوعة
بما في ذلك التطور الجنيني، ونمو الخلايا، والتشكل، وإصلاح الأنسجة، ونمو الورم والغزو.

## سبيل الإشارة

تفعيل سبيل الاشارةRAS / MAP من خلال ارتباط FGF مع المستقبل

تعمل عوامل النمو FGFs كجزيئات إشارة من خلال الارتباط وتفعيل مستقبلات على سطح الخلية وهي مستقبلات FGFRs. بعد ارتباط FGFs مع مستقبلاتها FGFRs يتم تفعيل تيروزين كيناز الموجود في الجزء داخل الخلوي مما يؤدي إلى تفعيل عدة سبل إشارة مما يؤدي إلى سلسلة من أحداث الفسفرة. اشيع سب الإشارة المرتبطة بمستقبلات FGFRs هي سبيل كيناز RAS / MAP وسبيل فوسفوينوسيتيد 3 كيناز/ AKT بالاضاة إلى سبيل PLCγ
من خلال تفعيل هذه المسارات يتم التحكم بنمو الخلايا وهجرتها وتمايزها بالإضافة لبعض العمليات المتعلقة بتوليد الاوعية الدموية.

## طالع أيضًا
- عامل نمو الأرومة الليفية الحمضي
- عوامل نمو الأرومة الليفية
- إينوزيتول فوسفات